# Informatica (empresa)
Informatica es una compañía de software fundada en 1993. Sus oficinas centrales están en Redwood City (California). Sus productos principales son Enterprise Cloud Data Management y Data Integration. La fundaron Gaurav Dhillon y Diaz Nesamoney. Amit Walia es el actual CEO de la compañía.

## Historia
El 29 de abril de 1999, salió como oferta pública de venta (OPV) en la bolsa de valores NASDAQ y sus acciones cotizaron bajo el símbolo "INFA".
El 7 de abril de 2015, Permira y el CPP Investment Board anunciaron que una empresa controlada por los fondos de Permira y CPPIB adquiriría Informatica por aproximadamente 5.300 millones de dólares.El 6 de agosto de 2015, la adquisición quedó completada, con inversores adicionales de Microsoft y Salesforce Ventures. Las acciones de la compañía dejaron de cotizar en el NASDAQ con la clave de pizarra INFA en ese mismo momento.

## Productos

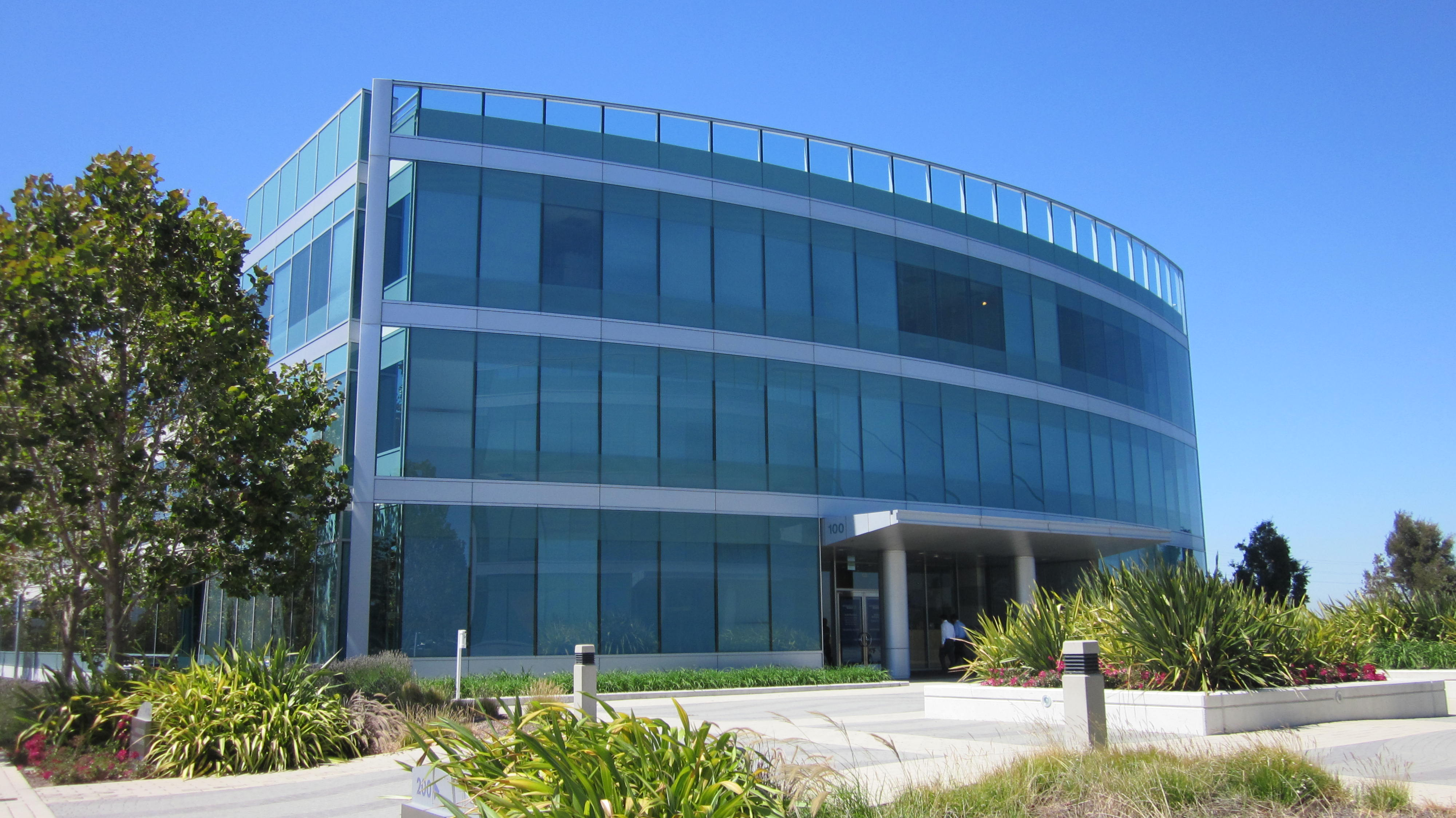
Sede de Informatica en Redwood City

Los principales productos de Informatica están centrados en la gestión e integración de datos híbrida: Extract, transform and load, Information Lifecycle Management, intercambio de datos business-to-business, integración en la nube, procesamiento de datos, gobierno de datos, enmascaramiento de datos, calidad de datos, replicación de datos, virtualización de datos, gestión de master data, mensajería ultra. Estos componentes forman un conjunto de herramientas para establecer y mantener almacenes de datos. Cuenta con una base de clientes de más de 10.000 empresas.
En 2006, Informatica anunció la creación de una plataforma de computación en la nube para empresas.

## Arquitectura
Informatica utiliza una arquitectura orientada a servicios y tiene la capacidad de compartir servicios y recursos entre varias máquinas.

## Resultados financieros
|                               | 2014     | 2013   | 2012   | 2011   | 2010   | 2009   |
| ----------------------------- | -------- | ------ | ------ | ------ | ------ | ------ |
| Ingresos (Millones USD)       | 1.047,96 | 948,17 | 811,57 | 783,78 | 650,08 | 600,69 |
| Beneficio neto (Millones USD) | 114,09   | 86,40  | 93,18  | 117,50 | 86,32  | 54,21  |

Informatica ha experimentado un crecimiento principalmente a través de una combinación de crecimiento orgánico y crecimiento a través de adquisiciones.